# Pamphile (sorcière)
Pour les articles homonymes, voir Pamphile.
 (juin 2013).
Si vous disposez d'ouvrages ou d'articles de référence ou si vous connaissez des sites web de qualité traitant du thème abordé ici, merci de compléter l'article en donnant les références utiles à sa vérifiabilité et en les liant à la section « Notes et références ».

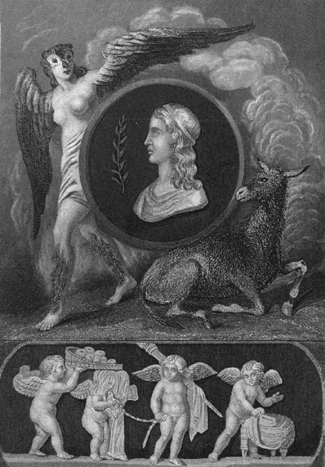
Frontispice des Métamorphoses, Bohn's Libraries, 1902, avec Pamphile métamorphosée en hibou, buste d'Apulée et Lucius métamorphosé en âne

Pamphile est une sorcière, l'un des personnages du roman d'Apulée, Métamorphoses.

## Étymologie
Son nom est composé du grec ancien pan qui signifie tout et de philos qui signifie ami. Il s'agit peut-être en l'occurrence d'annoncer la nymphomanie du personnage.

## Apparition dans le roman
Elle apparaît à la fin du livre I. Lucius, le personnage principal dont le roman relate les aventures, se rend pour affaire en Thessalie, au nord de la Grèce. Il doit loger chez Milon, un usurier avare d'Hypata. Pamphile est la femme de ce dernier. C'est elle qui fabrique l'onguent avec lequel il se transformera par erreur en âne.

## Portrait

### Portrait social
Elle est la femme d'un homme riche mais avare, Milon. Elle est thessalienne. Elle n'a qu'une domestique, Photis. Elle habite la ville d'Hypata, présentée ailleurs comme la capitale de la Thessalie. Elle n'a pas d'enfants. (Livre I, 21, 1 et sq., traduction Désiré Nisard, 1860.)

On dit du mal d'elle et de son mari, mais pas pour les mêmes raisons. Lui est mal considéré par une aubergiste car il est usurier et avare, elle, par un barbier en raison de ses pratiques magiques. Une parente de Lucius, Byrrhène, que ce dernier a rencontrée à Hypata, l'avertit en ces termes : 

« Je tremble pour vous comme pour un fils, mon bien-aimé Lucius, me dit-elle ; j'en prends Diane à témoin. Ah! que je voudrais pouvoir écarter les dangers qui menacent cette tête si chère! Gardez-vous, mais gardez-vous sérieusement des fatales pratiques (malis artibus) et des détestables séductions de cette Pamphile, la femme de Milon, que vous dites être votre hôte. C'est, dit-on, une sorcière (maga) du premier ordre, experte au plus haut degré en fait d'évocations sépulcrales (carminis  sepulchralis). Elle peut, rien qu'en soufflant sur une pierre, une baguette ou quelque autre objet aussi insignifiant, précipiter les astres du haut de la voûte éthérée dans les profondeurs du Tartare, et replonger la nature dans le vieux chaos. Elle ne voit pas un jeune homme de bonne mine sans se passionner aussitôt. Dès lors, ni ses yeux ni son cœur ne peuvent se détacher de lui. Elle l'entoure d'amorces (blanditias), s'empare de son esprit, l'enlace à jamais dans les chaînes de son inexorable amour. À la moindre résistance, elle s'indigne; et les récalcitrants sont tantôt changés (reformat) en pierres ou en animaux, tantôt anéantis tout à fait. Ah! Je tremble pour votre sûreté. Gardez-vous de brûler pour elle ; ses ardeurs sont inextinguibles, et votre âge et votre tournure ne vous expose que trop à la conflagration. Ainsi Byrrhène exprimait ses craintes. »

(Livre II, 5, 2, traduction Désiré Nisard, 1860.)

### Portrait physique
Il n'y a aucune description physique du personnage chez Apulée mais on peut supposer qu'elle a des attraits puisque la possibilité d'une liaison amoureuse est envisagée pour être aussitôt déconseillée par Byrrhène puis par Lucius lui-même plus loin dans le texte.

### Portrait moral
Elle apparaît comme obéissante, réservée et courtoise au début du récit : sur l'ordre de son mari, elle laisse sa place près de Milon à Lucius qui vient d'arriver et demande l'hospitalité.
Elle fait peur à Photis, sa domestique, et elle la bat : « songeant à l'humeur de ma maîtresse, qu'une contrariété de ce genre peut mettre hors d'elle-même, et qui alors me bat à outrance ... » (Livre III, 16, 7, traduction Désiré Nisard, 1860.)
Byrrhène et Photis mentionnent ses penchants pour les jeunes hommes.

## Pouvoirs
Lucius se méfie de son regard : « Je n'avais pas oublié les avis de Byrrhène; aussi pris-je grand soin de ne rencontrer que le moins possible le regard (faciem) de la maîtresse du logis. Je ne jetais les yeux de son côté qu'avec effroi, comme si j'allais voir le lac Averne. » (Livre II, 11, 5, traduction Désiré Nisard, 1860.)
Elle prévoit le temps : « La nuit survint. Tout à coup Pamphile s'écria, en regardant la lampe: Quelle averse pour demain! Son mari lui demanda comment elle le savait. C'est la lampe qui me l'annonce (praedicere), reprit-elle. Milon se mit à rire. Admirable sibylle que nous avons là, dit-il, au courant de toutes les affaires du ciel. Du haut de cette tige qui la porte, il n'est sans doute pas un mouvement du soleil qu'elle n'observe. » (Livre II, 11, 6, traduction Désiré Nisard, 1860.)

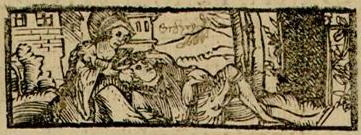
Sorciere ou Canidie coupant les cheveux d'un homme endormi ou mort. Extrait de la page de couverture du Quinti Horatii Flacci epodon liber. Auteur : Horatius Flaccus, Quintus. Éditeur : apud Pamphilum G. Date d'édition : 1517. Identifiant : http://www.e-rara.ch/doi/10.3931/e-rara-250

Elle connaît les principes de magie sympathique, décrits par Frazer, ethnologue anglais, ou magie de contact, qui permettent d'agir à distance sur autrui : 

« En sortant du bain, elle [Pamphile] avait aperçu son jeune amant assis dans la boutique d'un barbier; et vite, elle m'[Photis] ordonna de m'emparer furtivement des cheveux que les ciseaux avaient fait tomber de sa tète. Le barbier me surprit au milieu de l'opération; et, comme ce trafic de maléfices (maleficae disciplinae) nous a fait une réputation détestable, il me saisit, et m'apostrophant avec brutalité: Tu ne cesseras donc pas, dit-il, de voler ainsi les cheveux de tous les beaux jeunes gens? Que je t'y reprenne, et, sans marchander, je te livre aux magistrats. »

 (Livre III, 16, 3, traduction Désiré Nisard, 1860.)

Elle a le pouvoir d'animer : 

« Enfermée dans ce magique laboratoire, la [Pamphile] voilà qui procède à ses manipulations (artibus) accoutumées, dont les éléments sont des aromates de toute espèce, des lames d'airain couvertes de caractères indéchiffrables, des ferrements des navires naufragés, nombre de débris humains enlevés à des cadavres avant ou après la sépulture. Ici sont des fragments de nez, de doigts; là des clous arrachés avec la chair aux croix patibulaires; plus loin du sang d'homme tué, et des morceaux de crânes humains disputés à la dent des bêtes féroces. Devant elle sont des entrailles encore palpitantes. Après quelques mots magiques, elle les arrose successivement d'eau de fontaine, de lait de vache et de miel de montagne; elle y joint des libations d'hydromel. Ensuite elle entrelace les prétendus cheveux, les noue, et les brûle sur des charbons ardents, avec force parfums. Soudain le charme irrésistible opère, et, par la mystérieuse puissance des pouvoirs évoqués, les outres, dont la toison fumait et grillait sur la braise, s'animent comme des créatures humaines ... »

 (Livre III, 17 et sq. traduction Désiré Nisard, 1860.)

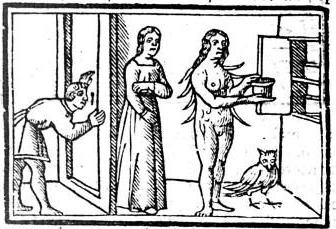
Titre : Métamorphose de Pamphile en hibou en trois étapes, espionnée par Lucius. Illustration tirée de l'Apuleo vulgare dell'Asino d'oro, auteur anonyme. Éditeur : Nicolo di Aristotile (Venise) Date d'édition : 1537. gravure sur bois : N. et b. ; 13 x 8,3 cm et moins Format : image/jpeg Droits : domaine public

Lucius l'observe se métamorphoser en hibou à l'aide d'un baume et d'une incantation : 

« Pamphile commença par se dépouiller de tous ses vêtements; ensuite elle ouvrit un petit coffret et en tira plusieurs boîtes, ôta le couvercle de l'une, y prit une certaine pommade (unguedine), s'en frotta longtemps la paume des mains, et, se les passant sur tous les membres, s'en enduisit le corps, de la plante des pieds à la racine des cheveux. Vint après un long colloque à voix basse avec sa lanterne;  soudain elle imprime une secousse à toute sa personne, et voilà ses membres qui s'assouplissent et disparaissent, d'abord sous un fin duvet, puis sous un épais plumage. Son nez se courbe et se durcit, ses ongles s'allongent et deviennent crochus. Pamphile est changée en hibou; elle jette un petit cri plaintif, et, après quelques essais de vol à ras de terre, la voilà qui prend l'essor à tire d'aile. »

 (Livre III, 21,4, traduction Désiré Nisard, 1860.)
Les personnages qui parlent d'elle lui attribuent de nombreux autres pouvoirs : « Je [Photis] vous dirai par quels enchantements ma maîtresse sait faire obéir les mânes, troubler le cours des astres, assujettir les dieux, soumettre les éléments. » (Livre III, 15, 7, traduction Désiré Nisard, 1860.)